# World Trade Center New Orleans
Pour les articles homonymes, voir World Trade Center (homonymie).
Le World Trade Center New Orleans est un gratte-ciel de 124 mètres de hauteur construit à La Nouvelle-Orléans dans la Louisiane aux États-Unis de 1963 à 1967. À sa construction c'était le plus haut bâtiment de la ville. Il le restera jusqu'en 1969.
L'immeuble a été conçu par les agences d'architecture d'Edward Durell Stone et de Robert Coleman.
Le WTC de La Nouvelle-Orléans a été le premier World Trade Center du monde. Il a été créé par la fusion de l'International House et de l'International Trade Mart.
L'immeuble est situé le long du Mississippi.
Le bâtiment a une forme de croix, et contraste avec les bâtiments de style 'boite' construit durant les années 1960. C'est l'un des plus célèbres de la ville.
L'immeuble a été rénové pour créer un hôtel de 341 chambres, ouvert en 2021, un centre de congrès dans la base de l'immeuble, et des logements dans les étages supérieurs.